# Дентон (Канзас)
Дентон (енгл. Denton) град је у америчкој савезној држави Канзас.

## Демографија
По попису из 2010. године број становника је 148, што је 38 (-20,4%) становника мање него 2000. године.
| Група             | 2000.       | 2010.       |
| Белци             | 184 (98,9%) | 139 (93,9%) |
| Афроамериканци    | 0 (0,0%)    | 0 (0,0%)    |
| Азијати           | 0 (0,0%)    | 0 (0,0%)    |
| Хиспаноамериканци | 1 (0,5%)    | 3 (2,0%)    |
| Укупно            | 186         | 148         |